# Хадзопулос, Георгиос (учёный)
Джордж Ни́колас Хадзо́пулос (англ. George Nicholas Hatsopoulos, имя при рождении — Гео́ргиос Нико́лаос Хадзо́пулос (греч. Γεώργιος Νικόλαος Χατζόπουλος); 7 января 1927, Афины, Греция — 20 сентября 2018, Линкольн, Массачусетс, США) — греко-американский физик, бизнесмен и филантроп, пионер в области машиностроения. Почётный старший преподаватель Массачусетского технологического института. Известен новаторскими работами в области термодинамики, а также как соучредитель технологической корпорации Thermo Electron (сегодня — Thermo Fisher Scientific). Занимался разработкой первого в мире искусственного сердца. Член Американской академии искусств и наук (1966), Национальной инженерной академии (1978), Американского института аэронавтики и астронавтики, Американского общества инженеров-механиков (с 1996 года — почётный член) и Института инженеров электротехники и электроники. Лауреат Медали Джона Фрица (1996), Медали Генри Лоуренса Гантта (1996), Премии Гейнца (1997) и награды Pittcon Heritage (2011). Командор Ордена Почёта (Греция, 2007). Был одним из самых известных и богатых греков США.

## Биография

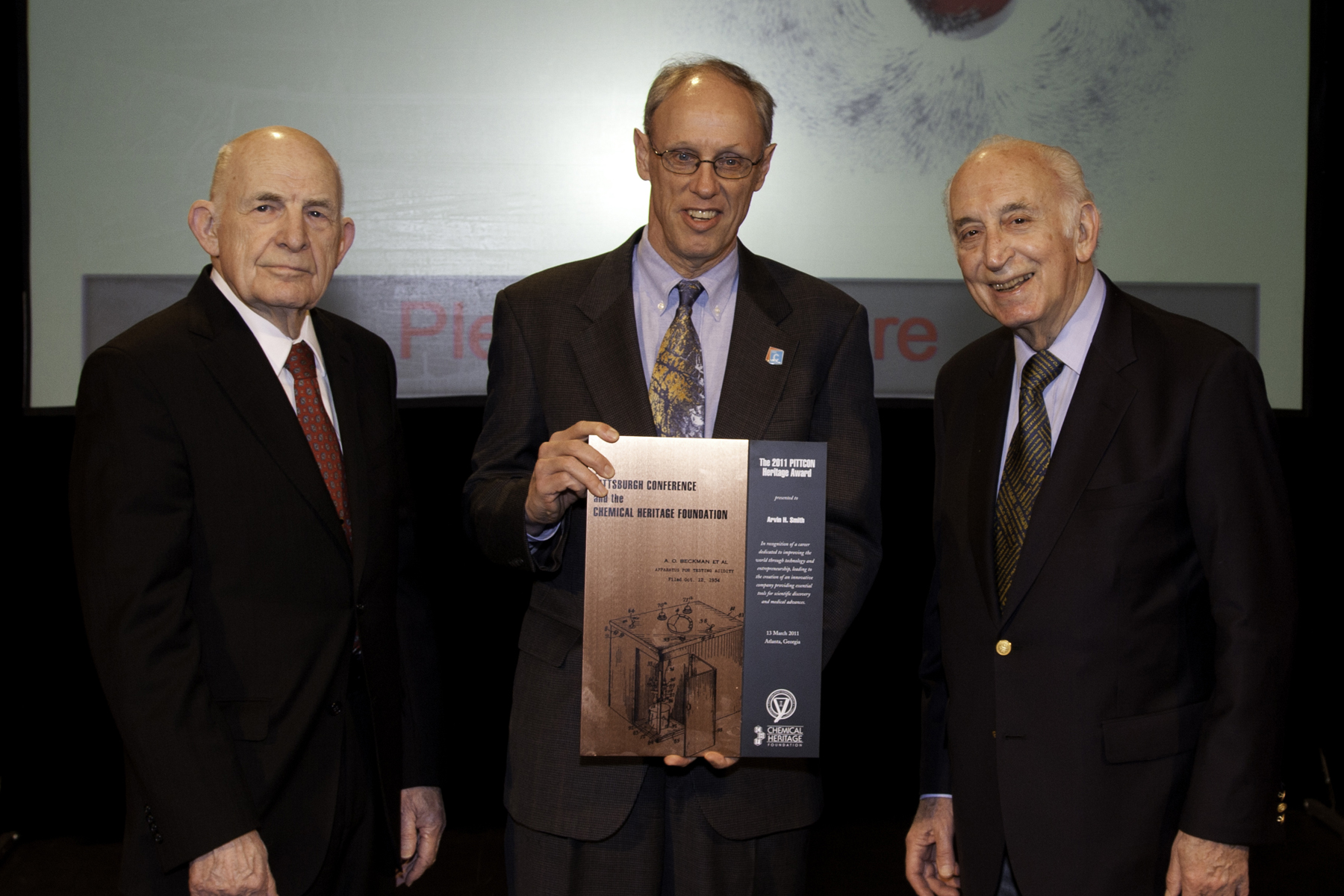
Арвин Смит (крайний слева) и Джордж Хадзопулос (крайний справа) на вручении награды Pittcon Heritage (2011)

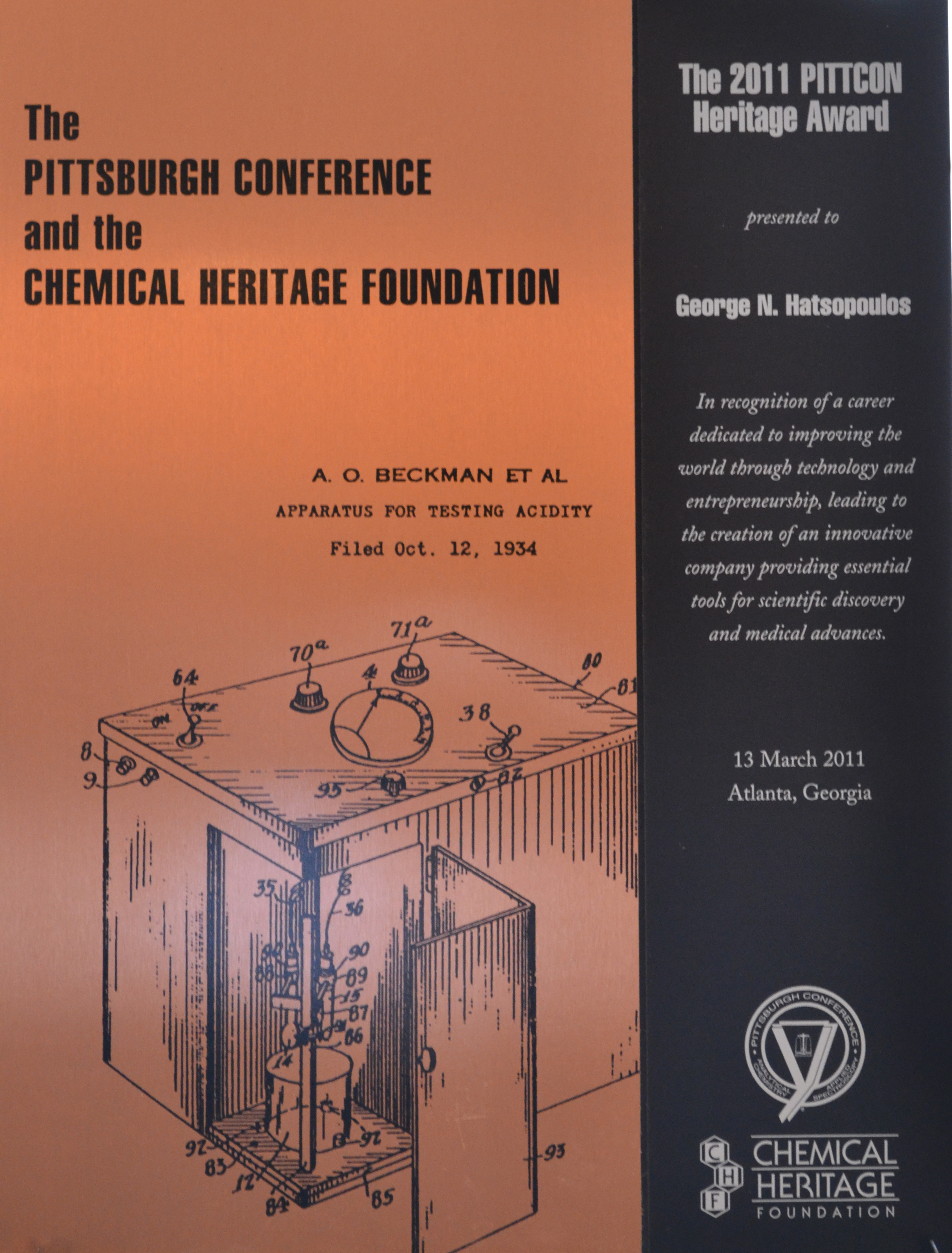
Награда Pittcon Heritage, врученная Джорджу Хадзопулосу

Родился в Афинах в семье Николаоса Хадзопулоса и Марии Плаци, уроженцев Карпениси (Центральная Греция). Оба его деда являлись депутатами в начале XX века, а дядя Никос Кицикис — ректором Афинского национального технического университета.
В 1941 году, когда Георгиос учился в средней школе, Греция была оккупирована нацистами. Его семья стала одной из тех, которые в принудительном порядке размещали нацистских офицеров в своих домах. В этот период Георгиос тайно соорудил радиоприёмник и слушал передачи BBC об усилиях антигитлеровской коалиции, что было крайне рискованно в годы оккупации. Спустя несколько месяцев он соорудил радио для соседа, а позднее — связной передатчик для Национально-освободительного фронта.
До 1948 года учился в Афинском национальном техническом университете, когда, будучи студентом третьего курса, по стипендии продолжил обучение в США.
Окончил Массачусетский технологический институт (бакалавр, 1949; магистр, 1950, 1954; доктор, 1956).
В 1954 году получил гражданство США.
В 1954—1990 годах — преподаватель (1954—1956), ассистент-профессор (1956—1958), ассоциированный профессор (1959—1963), старший преподаватель (1963—1990) департамента машиностроения MIT.
В 1956 году совместно с Питером Номикосом основал корпорацию Thermo Electron.
В 1965 году совместно Джозефом Кинаном опубликовал впоследствии ставший популярным учебник «Principles of General Thermodynamics».
В 1990 году Музей науки в Бостоне назвал Хадзопулоса «Изобретателем года».
В 1999 году компания Thermo Electron насчитывала более 24 000 сотрудников в 23 странах мира. В 2006 году Thermo Electron объединилась с Fisher Scientific для создания Thermo Fisher Scientific Inc. — одной из крупнейших в мире биотехнологических компаний.
В 2000 году в департаменте машиностроения MIT была основана научно-исследовательская лаборатория Hatsopoulos Microfluids Laboratory. В этом же году Хадзопулос был введён в Зал славы предпринимательства (Академия выдающихся предпринимателей) Колледжа Бабсона.
Автор многочисленных научных статей и соавтор нескольких учебников.
Почётный доктор нескольких университетов.
Являлся председателем (1988—1989) и членом совета директоров Федерального резервного банка Бостона, членом совета управляющих Национальной инженерной академии и Национального бюро экономических исследований, членом консультативного комитета Экспортно-импортного банка США и Комиссии по ценным бумагам и биржам, и др.

## Личная жизнь

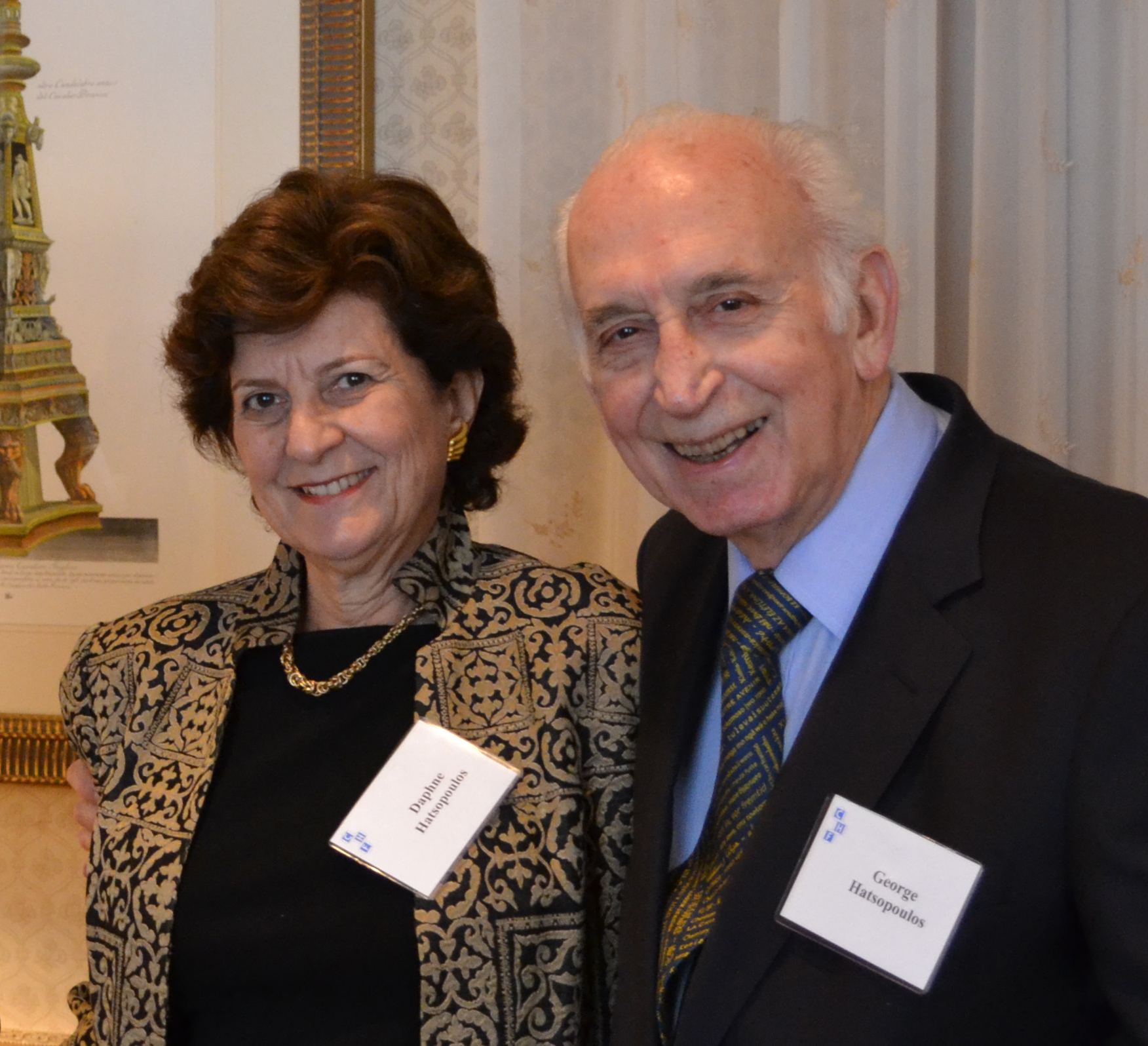
Джордж и Дафна Хадзопулос (2011)

С 1959 года был женат на Дафне Филактопулу, также учёном и бизнесвумен, в браке с которой имел сына и дочь. Его сын Николас Дж. Хадзопулос — учёный-биолог, профессор департамента неврологии Чикагского университета, а дочь Марина Хадзопулос — бизнесвумен, выпускница MIT по специальности «машиностроение». Имел брата Джона Хадзопулоса, бизнесмена.

## Публикации

### Учебники
- Principles of General Thermodynamics (1965; в соавторстве с Джозефом Кинаном)
- Thermionic Energy Conversion, Vol. 1: Processes and Devices (1973; в соавторстве с Илиасом Гифтопулосом)[32]
- Thermionic Energy Conversion — Vol. 2: Theory, Technology, and Application (1979; в соавторстве с Илиасом Гифтопулосом)[33]